# Вундер, Клаус
Кла́ус Ву́ндер (нем. Klaus Wunder; 13 сентября 1950, Эрфурт — 16 января 2024) — немецкий футболист, нападающий.

## Клубная карьера
Профессиональную карьеру начал в 1969 году в команде «Арминия» (Ганновер), в которой провёл два сезона. Своей игрой за эту команду привлёк внимание представителей тренерского штаба клуба «Дуйсбург», в состав которого перешёл в 1971 году. Провёл за дуйсбургский клуб следующие три сезона. Большую часть времени, проведённого в составе «Дуйсбурга», был основным игроком атакующего звена команды. В составе «Дуйсбурга» был одним из главных бомбардиров команды, имея среднюю результативность на уровне 0,34 гола за игру.
С 1974 года по 1976 год выступал за мюнхенскую «Баварию», с которой в 1975 году выиграл Кубок европейских чемпионов, одолев в финале английский «Лидс Юнайтед», в котором Клаус на 42 минуте вышел на замену вместо Ули Хёнесса.
Следующие 2 сезона Вундер провёл в «Ганновере 96». В 1978 году перешёл в клуб «Вердер», за который отыграл два сезона. Играя в составе «Вердера», также в основном выходил на поле в основном составе команды. Тут он и завершил профессиональную карьеру футболиста в 1980 году.

## Карьера в сборной
Вместе с олимпийской сборной ФРГ участвовал на Летних Олимпийских играх 1972. Также Клаус выступал за молодёжную сборную ФРГ и вторую сборную ФРГ. Единственным матчем за национальную сборную ФРГ был товарищеский матч против сборной СССР, в котором Вундер на 64 минуте заменил Юргена Грабовски (1:0)

## Достижения
Бавария
- Обладатель Кубка европейских чемпионов: 1974/75